# نیدربرومباخ
نیدربرومباخ (به آلمانی: Niederbrombach) یک شهر در آلمان است که در بیرکنفلد واقع شده‌است. نیدربرومباخ ۴۹۶ نفر جمعیت دارد.